# Blacus tuberculifer
Blacus tuberculifer är en stekelart som beskrevs av Van Achterberg 1988. Blacus tuberculifer ingår i släktet Blacus och familjen bracksteklar. Inga underarter finns listade.